# Armando Iannucci
(Christina Patterson)
Armando Giovanni Iannucci (Glasgow, 28 novembre 1963) è uno sceneggiatore, regista e produttore televisivo britannico.

## Biografia
È noto soprattutto per la serie radiofonica On the Hour e per quelle televisive The Day Today e The Thick of It. Il padre di Iannucci, Armando, è napoletano, mentre la madre, che è nata a Glasgow, proviene anch'essa da una famiglia italiana. Nella città scozzese il padre avviò un'impresa alimentare specializzata in pizza negli anni cinquanta. Iannucci studiò letteratura prima a Glasgow e poi allo University College di Oxford (con un Master of Arts conseguito nel 1986) e prese in considerazione la possibilità di diventare prete cattolico. Abbandonò infine gli studi sulla letteratura del XVII secolo per intraprendere la carriera teatrale.
Emerge nelle tv britanniche all'inizio degli anni novanta con On the Hour, programma con cui mette per la prima volta insieme i comici inglesi Chris Morris, Richard Herring, Stewart Lee, Peter Baynham e Steve Coogan. Nel 2010 esce il suo primo lungometraggio: In the Loop, premiato al Sundance Film Festival. Nel 2010 rivela le proprie intenzioni di voto a favore dei Lib-Dem. Dal 2012 viene trasmessa sul canale via cavo HBO la serie televisiva Veep - Vicepresidente incompetente, da lui ideata e co-sceneggiata, pensata come una versione statunitense della sua precedente serie britannica The Thick of It.

## Filmografia

### Sceneggiatore
- The Day Today – serie TV, 7 episodi (1994)
- Knowing Me, Knowing You with Alan Partridge – serie TV, 7 episodi (1994-1995)
- I'm Alan Partridge – serie TV, 12 episodi (1997-2002)
- Tube Tales, registi vari – segmento Mouth (1999)
- The Armando Iannucci Shows – serie TV, 8 episodi (2001)
- Gash – serie TV, 4 episodi (2003)
- The Thick of It – serie TV, 17 episodi, (2005-2009)
- Time Trumpet – serie TV, 6 episodi (2006)
- In the Loop, regia di Armando Iannucci (2009)
- Mid Morning Matters with Alan Partridge – serie TV, 12 episodi (2010-2011)
- Veep - Vicepresidente incompetente – serie TV (2012- 2019)
- Morto Stalin, se ne fa un altro (The Death of Stalin) (2017)
- La vita straordinaria di David Copperfield (The Personal History of David Copperfield) (2019)

### Regista
- Tube Tales – segmento Mouth (1999)
- The Armando Iannucci Shows – serie TV, 8 episodi (2001)
- I'm Alan Partridge – serie TV, 6 episodi (2002)
- The Thick of It – serie TV, 12 episodi, (2005-2009)
- Time Trumpet – serie TV, 6 episodi (2006)
- In the Loop (2009)
- Veep - Vicepresidente incompetente – serie TV, 65 episodi (2012-2015)
- Morto Stalin, se ne fa un altro (The Death of Stalin) (2017)
- La vita straordinaria di David Copperfield (The Personal History of David Copperfield) (2019)